# Macromotettixoides brachynota
Macromotettixoides brachynota är en insektsart som beskrevs av Zheng, Z. och F-m. Shi 2009. Macromotettixoides brachynota ingår i släktet Macromotettixoides och familjen torngräshoppor. Inga underarter finns listade i Catalogue of Life.